# Библейская хронология
Библейская хронология — внутренняя последовательность и датирование событий, описанных в Библии, и наука, исследующая эту последовательность.

## Общая характеристика источников
В качестве главных источников при составлении хронологии используют исторические хроники и другие тексты, содержащие информацию хронологического характера (даты событий, продолжительность исторических периодов). Кроме письменных источников и материальных памятников культуры для изучения хронологии используется радиоуглеродный метод исследования, хотя он даёт большие временные колебания. К нему прибегают главным образом при изучении хронологии древнейшей дописьменной истории.

### Хроники, списки в небиблейских источниках
Одним из основных источников древней хронологии являются эпонимические хронологические таблицы, то есть списки правителей с указанием времени их правления. Так, существуют эпонимические списки царей Шумера, Вавилона, Ассирии и других стран, список афинских архонтов, римских консулов. Их абсолютная хронология уточняется упоминанием в летописях астрономических явлений, которые можно точно датировать. Для библейской хронологии важен также отсчёт времени по эрам. К ним, например, относится Эра Селевкидов, которая была введена эллинистическим царём Селевком I с начала его правления (312—311 годы до н. э.).
В Ветхом Завете роль начала эры иногда играет дата постройки Иерусалимского храма. В эллинистический период Эратосфен ввёл вычисления лет по Олимпиадам. Римский учёный Варрон узаконил Римскую эпоху, то есть вычисления лет от предполагаемой даты основания Рима (около 753 года до н. э.). Даты за эпонимом и эпохами корректируются с помощью материальных памятников культуры (надписей правителей и т. п.). Сопоставляя их с данными эпонимических списков, астрономических наблюдений, сообщениями древних писателей, историки реконструируют общую синхронную последовательность и время событий.
Немалую трудность представляет то обстоятельство, что у разных народов год начинался в разное время. Кроме того, есть различия в эпонимических списках, поскольку существовали различные правила определения времени царствования. Так, в Вавилоне период от вступления монарха на престол до нового года назывался «началом царствования», а «первый год царствования» отсчитывался с нового года. Египтяне, напротив, вели счёт с момента интронизации. Многие цари и правители начинали счёт не с интронизации, а с того года, когда они были назначены соправителями.

### Библейские тексты
В библейской хронологии существует значительное различие между версиями текста Священного Писания, основными из которых в христианском богословии являются масоретский текст и текст Септуагинты, древнего греческого перевода. Отдельной текстовой традицией является Самаритянское Пятикнижие — Священное Писание самаритян, записанное разновидностью палеоеврейского письма, отличающийся от еврейской Торы орфографически и доктринально.
По Септуагинте строили хронологии всемирной истории многие ранние отцы Церкви: Феофил Антиохийский, Климент Александрийский, Юлий Африканский и Евсевий Кесарийский. Хронология Септуагинты (наряду с астрономическими расчётами) использовалась при определении даты Сотворения мира в Византийской эре — суббота 1 сентября 5509 года до н. э. по Юлианскому календарю.
Например в «Хронике» Евсевия, согласно общим подсчётам:
- сотворение мира и Адама = 5200 год до н. э.;
- 1-й год Авраама — через 3185 лет после Адама = 2016 год до н. э.;
- 1-й год Христа — через 2015 лет после Авраама, 5199 год мира = 2 год до н. э. (по Евсевию дата Рождества отличается от расчётов Дионисия Малого, то есть нашей эры, на 1—2 года);
- Крещение — на 30-м году Христа, в 15-й год Тиберия, 2044 год от Авраама, 5228 год от Адама = 28 год до н. э.;
- Воскресение — в 19-й год Тиберия, 1-й год 203 Олимпиады, 2048 год Авраама, 5232 год от Адама = 31 год н. э.

Евсевий отметил, что библейская хронология по версии Септуагинты на 1237 лет дольше еврейского текста (позднее положенного в основу Вульгаты) и на 935 лет дольше самаритянского. Тем не менее редакция Септуагинты, использованная Евсевием, не совпадает ни с одной современной.

## Периоды библейской истории в хронологии
Библейское повествование охватывает времена:
- Шесть дней творения: от начала сотворения мира до сотворения первого человека — Адама;➤
- от Адама до Потопа;
- от Потопа до рождения Христа:
  - от Потопа до Исхода из Египта;
  - от Исхода из Египта до Завоевания Ханаана;
  - эпоха Судей;
  - период Первого Храма;
  - начало периода Второго Храма;
- от рождения Иисуса Христа до его второго пришествия:
  - от рождения Иисуса до основания христианской церкви;➤
  - Христианская церковь времён апостолов;➤
  - библейские пророчества о будущем развитии мира вплоть до прихода Мессии в иудаизме и второго пришествия Христа в христианстве;➤
  - второе пришествие Иисуса Христа, Страшный суд (Судный день), воскрешение мёртвых.

## Хронология Ветхого Завета (Танаха)

### Хронология сотворения мира в Библии (шесть дней творения)

#### Датирование Сотворения мира и первого человека
На основании суммирования всех изложенных выше сведений (а такое суммирование в самой Библии нигде не произведено) начиная с первых веков христианства предпринимались подсчёты, имевшие целью соотнести время сотворения мира с современной автору эпохой.
В 1738 году протестантский пастор Альфонс де Виньоль на основании проведённых подсчётов, после 40 лет изучения различных библейских хронологий, насчитал около 200 различных вариантов эры «от сотворения мира», или «от Адама». Согласно таковым, период времени от сотворения мира до Рождества Христова насчитывал от 3483 до 6984 лет.
В настоящее время буквальное толкование Ветхого Завета, в том числе слов первой главы книги Бытие о шести днях творения лежит в основе концепции младоземельного креационизма — варианта креационизма, отличающегося представлением о малом возрасте Земли и Вселенной. Обычно младоземельные креационисты считают этот возраст равным приблизительно 5500 или 4000 лет до н. э., соответственно разным церковным традициям.

##### На основании Септуагинты
- Александрийская эра по Анниану Александрийскому — 5492 до н. э., создана в 412 году. Впоследствии, в Византии эта эра была отодвинута назад на один индиктион и один високосный год (15 лет + 1) для получения первого невисокосного года всех трёх циклов — солнечного (28 лет), лунного (19 лет) и индиктионного (15 лет).[6]
- Византийская или Константинопольская — 5508 до н. э., 21 марта, впоследствии 5509 до н. э., 1 сентября, основана на Александрийской. После Третьего Константинопольского собора постепенно стала текущей хронологической системой в Византийской империи и во всём православном мире[3]. Эта эра была также введена в Сербии, Болгарии, а также и в Киевской Руси, позже в Русском государстве, где эта система использовалась с XI века до её упразднения в светском бытовании в 1699 году Петром I.
- 5589 до н. э. — по Клименту Александрийскому.[7]
- 5551 до н. э. — по Аврелию Августину.[8]
- 5515 до н. э. — по Феофилу Антиохийскому.[К 1]
- 5502 до н. э. — по Сексту Юлию Африкану[9] и Ипполиту Римскому.[10]
- 5467 до н. э. — по Сульпицию Северу.[11]
- 5201 до н. э. — по Иерониму Стридонскому.[8]
- 5200 до н. э. — по Евсевию Кесарийскому[4] и Григорию Турскому.[8]
- 5198 до н. э. — по Исидору Севильскому.[12]

##### На основании Масоретского текста
- Иудейская — 3761 до н. э., 6/7 октября (1/2 тишрей). Впервые упомянута раввином Иосе бен-Халафта в его хронике Седер Олам Рабба в 160-е годы.[13] Это летосчисление является частью еврейского календаря и в настоящее время официально используется в Государстве Израиль наряду с григорианским календарём с летосчислением от «нашей эры».
- Хронология Ашшера[англ.] по Джеймсу Ашшеру — 4004 до н. э., 23 октября, наиболее популярна в протестантской традиции, главным образом потому, что эта дата была прикреплена к Библии короля Якова.[8]
- 4138 до н. э. — по Генри Файнс Клинтону.[8]
- 4051 до н. э. — по Анри де Спонду.[8]
- 4000 до н. э. — по Исааку Ньютону.[14]
- 3984 до н. э. — по Дионисию Петавию.[8]
- 3977 до н. э. — по Иоганну Кеплеру.[8]
- 3964 до н. э. — по Филиппу Меланхтону.[8]
- 3961 до н. э. — по Мартину Лютеру и Корнелию Лапиду.[8]
- 3960 до н. э. — по Джону Лайтфуту.[8]
- 3952 до н. э. — по Беде Достопочтенному.[15]
- 3949 до н. э. — по Жосефу Скалигеру.[8]
- 3928 до н. э. — по Герарду Меркатору.[8]
- 3849 до н. э. — по Бенито Монтано.[8]

Римская церковь так и не приняла полностью систему отсчета от «сотворения мира» (Anno Mundi) и поначалу не создавала хронологий, основанных на Вульгате, которые отличались бы от восточных расчётов по Септуагинте. Поскольку Вульгата была завершена всего за несколько лет до разграбления Рима готами, и из-за последующих политических потрясений, на Западе было мало времени для подобных разработок. Каковы бы ни были причины, Запад в конечном счёте стал полагаться на независимо разработанную систему отсчёта эпох от Рождества Христова. Датирование «от сотворения мира» продолжало представлять интерес по литургическим причинам, поскольку это имело прямое отношение к вычислению даты Рождества и Страстей Христовых.
Беда Достопочтенный в работе «О счёте времён» (около 725 г.), был одним из первых, кто отошёл от стандартной даты создания по Септуагинте, датировав события, используя эпоху, полученную по Вульгате и определил год рождения Христа, как 3952 от сотворения, но был обвинен в ереси епископом Вильфридом Йоркским, потому что его хронология противоречила принятым расчётам около 5500 года до нашей эры. Архиепископ Виеннский Адон в своём труде «Хроника» (около 874 г.), также отдал предпочтение хронологии латинского перевода Библии. Со времени Тридентского собора (1545—1563 годы), на котором этот перевод Библии был объявлен каноническим, господствующей в Западной Европе окончательно стала короткая хронологическая шкала.

##### По Самаритянскому Пятикнижию
- 4428 до н. э. — принятая дата в Самаритянской традиции.[19]

### От сотворения человека (Адама) до Авраама

#### Поколения от Адама до Авраама
Все основные варианты библейского текста (Масоретский, Септуагинта и Самаритянский) содержат одинаковое количество поколений патриархов от Адама до Ноя (десять), различие только в продолжительности жизни патриархов до рождения сына. Но от Сима до Авраама в Масоретском и Самаритянском текстах десять поколений, Септуагинта же содержит ещё дополнительно упоминание Каинана, сына Арфаксада. Времена от Адама до потопа по версии Септуагинты на 586—606 лет дольше еврейского текста и Вульгаты и на 935—955 лет дольше самаритянского.
| Патриарх              | Масоретский текст                | Масоретский текст       | Масоретский текст              | Масоретский текст |                                  | Септуагинта             | Септуагинта                    | Септуагинта | Септуагинта                      |                         | Самаритянский текст            | Самаритянский текст | Самаритянский текст | Самаритянский текст |
| Патриарх              | Год рождения от Сотворения Адама | Возраст к рождению сына | Год смерти от Сотворения Адама | Лет жизни         | Год рождения от Сотворения Адама | Возраст к рождению сына | Год смерти от Сотворения Адама | Лет жизни   | Год рождения от Сотворения Адама | Возраст к рождению сына | Год смерти от Сотворения Адама | Лет жизни           |                     |                     |
| Бытие. 5:1—32         |                                  |                         |                                |                   |                                  |                         |                                |             |                                  |                         |                                |                     |                     |                     |
| Адам                  | 0                                | 130                     | 930                            | 930               |                                  | 0                       | 230                            | 930         | 930                              |                         | 0                              | 130                 | 930                 | 930                 |
| Сиф (Шет)             | 130                              | 105                     | 1042                           | 912               | 230                              | 205                     | 1142                           | 912         | 130                              | 105                     | 1042                           | 912                 |                     |                     |
| Енос (Энош)           | 235                              | 90                      | 1140                           | 905               | 435                              | 190                     | 1340                           | 905         | 235                              | 90                      | 1140                           | 905                 |                     |                     |
| Каинан (Кейнан)       | 325                              | 70                      | 1235                           | 910               | 625                              | 170                     | 1535                           | 910         | 325                              | 70                      | 1235                           | 910                 |                     |                     |
| Малелеил (Махалалэль) | 395                              | 65                      | 1290                           | 895               | 795                              | 165                     | 1690                           | 895         | 395                              | 65                      | 1290                           | 895                 |                     |                     |
| Иаред (Яред)          | 460                              | 162                     | 1422                           | 962               | 960                              | 162                     | 1922                           | 962         | 460                              | 62                      | 1307                           | 847                 |                     |                     |
| Енох (Ханох)          | 622                              | 65                      | 987                            | 365               | 1122                             | 165                     | 1487                           | 365         | 522                              | 65                      | 887                            | 365                 |                     |                     |
| Мафусаил (Метушелах)  | 687                              | 187                     | 1656                           | 969               | 1287                             | 187                     | 2256                           | 969         | 587                              | 67                      | 1307                           | 720                 |                     |                     |
| Ламех                 | 874                              | 182                     | 1651                           | 777               | 1474                             | 188                     | 2227                           | 753         | 654                              | 53                      | 1307                           | 653                 |                     |                     |
| Ной (Ноах)            | 1056                             | 500 (502)               | 2006                           | 950               | 1662                             | 502                     | 2612                           | 950         | 707                              | 502                     | 1657                           | 950                 |                     |                     |
| Сим (Шем)             | 1558                             | 100                     | 2158                           | 600               | 2164                             | 100                     | 2764                           | 600         | 1209                             | 100                     | 1809                           | 600                 |                     |                     |
| Всемирный потоп       | 1656                             | 1656                    | 1656                           | 1656              | 2262                             | 2262                    | 2262                           | 2262        | 1307                             | 1307                    | 1307                           | 1307                |                     |                     |
| Бытие. 11:10—26       |                                  |                         |                                |                   |                                  |                         |                                |             |                                  |                         |                                |                     |                     |                     |
| Арфаксад (Арпахшад)   | 1658                             | 35                      | 2096                           | 438               |                                  | 2264                    | 135                            | 2729        | 465                              |                         | 1309                           | 135                 | 1747                | 438                 |
| Каинан                | —                                | —                       | —                              | —                 | 2399                             | 130                     | 2859                           | 460         | —                                | —                       | —                              | —                   |                     |                     |
| Сала (Шелах)          | 1693                             | 30                      | 2126                           | 433               | 2529                             | 130                     | 2989                           | 460         | 1444                             | 130                     | 1877                           | 433                 |                     |                     |
| Евер (Эвер)           | 1723                             | 34                      | 2187                           | 464               | 2659                             | 134                     | 3163                           | 504         | 1574                             | 134                     | 1978                           | 404                 |                     |                     |
| Фалек (Пэлег)         | 1757                             | 30                      | 1996                           | 239               | 2793                             | 130                     | 3132                           | 339         | 1708                             | 130                     | 1947                           | 239                 |                     |                     |
| Рагав (Рэу)           | 1787                             | 32                      | 2026                           | 239               | 2923                             | 132                     | 3262                           | 339         | 1838                             | 132                     | 2077                           | 239                 |                     |                     |
| Серух (Шеруг)         | 1819                             | 30                      | 2049                           | 230               | 3055                             | 130                     | 3385                           | 330         | 1970                             | 130                     | 2200                           | 230                 |                     |                     |
| Нахор                 | 1849                             | 29                      | 1997                           | 148               | 3185                             | 79                      | 3393                           | 208         | 2100                             | 79                      | 2248                           | 148                 |                     |                     |
| Фарра (Тэрах)         | 1878                             | 70 (130)                | 2083                           | 205               | 3264                             | 130                     | 3469                           | 205         | 2179                             | 70                      | 2324                           | 145                 |                     |                     |
| Авраам                | 1948                             | 100                     | 2123                           | 175               | 3394                             | 100                     | 3569                           | 175         | 2249                             | 100                     | 2424                           | 175                 |                     |                     |

#### Разночтения в тексте и толкования

##### Возраст Мафусаила при рождении Ламеха
Между допотопными хронологиями церковно-славянского и современного греческого текстов Септуагинты есть одно разночтение — возраст, в котором Мафусаил родил Ламеха: 167 или 187 лет. Из-за этого дата Потопа смещается на 20 лет. Вероятно, это различие связано с разными списками Септуагинты, с которых делался перевод. Например, согласно Лукиановой редакции Септуагинты (конец III в., не сохранилась) Всемирный потоп был в 2242 году от сотворения мира (как в современном греческом тексте Септуагинты на основе реконструкции Ральфса-Ханхарта), а согласно Александрийскому кодексу Септуагинты (около 420 г.) Всемирный потоп был в 2262 году, как в печатных изданиях Септуагинты, например, Франкфуртской Библии или реконструкции Генри Свита; а также в церковно-славянском переводе Елизаветинской Библии. В Синайском и Ватиканском (около 350 г.) кодексах эти главы Книги Бытия не сохранились. В Ватиканском кодексе были утеряны листы с главами 1—46 Книги Бытия, вместо которых были в XV веке вставлены листы с реставрацией текста на основе Лукиановой редакции Септуагинты. Эта реставрация XV века научной ценности не представляет. В Синайском Кодексе от Книги Бытия фрагментарно сохранились главы 21—24.
В датах Лукиановой редакции Септуагинты, в отличие от еврейского масоретского Танаха и Александрийского кодекса Септуагинты, существует явное противоречие в тексте: Мафусаил, по Лукиановой редакции Септуагинты, прожил 802 года после рождения сына, то есть 14 лет «после потопа» (600 лет — возраст Ноя ко времени потопа, а 188 лет — возраст Ламеха ко времени рождения Ноя). На споры по этому поводу указывал ещё Аврелий Августин. Примечательно, что Иосиф Флавий, в целом следуя Септуагинте, приводит даты: 187 лет — возраст Мафусаила ко времени рождения Ламеха, 180 лет — Ламеха к рождению Ноя. Хронологии Иосифа Флавия придерживается Иоанн Златоуст. На расхождение в датах обращалось внимание ещё в «Хронике» Евсевия, которую поэтому автор начал только с рождения Авраама.

##### Каинан, сын Арфаксада
В отличие от Масоретского и Самаритянского текста, Септуагинта содержит ещё дополнительно упоминание Каинана, сына Арфаксада. Но Евсевий, используя иную редакцию Септуагинты, не называет Каинана (выпадение 130 лет), а также полагал, что Фарра родил Авраама в 70 лет, а не в 130 (об этом далее), из-за чего расчёты смещались на 190 лет — указывая, что от потопа до рождения Авраама прошло 942 года (в таблице ниже — 1132 года). Иосиф Флавий, в целом следующий данным Септуагинты, тоже пропускает Каинана, но добавляет в сумме 41 год ко времени рождения сыновей у других патриархов.

##### Старшинство сынов Ноя
Не сходятся также некоторые времена жизни Ноя, Сима и Арфаксада. В Быт. 5:32 написано, что «Ною было 500 лет и родил Ной [трех сынов]: Сима, Хама и Иафета» . Сим родил Арфаксада через два года после потопа в возрасте 100 лет (Быт. 11:10). Ною в это время было (500 + 100 + 2) 602 года. Из этого следует, что Ной родил Сима в возрасте 502 лет, но первым в списке назван Сим, который в Быт. 10:21 Масоретского текста к тому же именуется «старшим братом» Иафета. Однако текст Септуагинты прямо указывает, что старшим из братьев был Иафет, а не Сим: και τω σημ εγενηθη και αυτω πατρι παντων των υιων εβερ αδελφω ιαφεθ του μειζονος.
Возникающее противоречие не нашло однозначного разрешения у комментаторов. По мнению толкователя Раши, старшим сыном Ноя также был Иафет (в соответствии с текстом Септуагинты), так как из указанного следует, что им не мог быть Сим. С точки зрения Масоретского текста, это мнение не разрешает противоречие, а приводит к ещё большим противоречиям, так как описание старшинства словом имеет бо́льшую значимость, чем числовые вычисления.
Противоречие объясняется следующим образом: в оригинальном Масоретском тексте и переводах, сделанных на его основе, утверждается, что Сим родил Арфаксада через 2 года после потопа; но в оригинальном греческом тексте Септуагинты этот же фрагмент выглядит несколько иначе: δευτερου ετους μετα τον κατακλυσμον. При этом слово δευτερου означает «второй, следующий после первого, последующий, другой». Потоп начался в 2262 году от Сотворения мира (по Лукиановой редакции Септуагинты и сделанной на её основе реставрации в Ватиканском кодексе, в 2242 году). Это — первый год потопа. Следующий после него — 2263 год от сотворения, и именно тогда, согласно буквальному переводу греческого текста, родился Арфаксад. Поэтому не нужно прибавлять 2 года к 100-летнему возрасту Сима, чтобы вычислить дату рождения Арфаксада: «неразрешимое» противоречие при этом разрешается само собой.

##### Возраст Фарры при рождении Аврама
В Быт. 11:26 говорится, что «Фарра жил семьдесят лет и родил Аврама, Нахора и Арана» , из чего исследователями часто делается вывод, что Авраам был первенцем и рождён Фаррой, когда тому было 70 лет. Однако сопоставление чисел в контексте событий показывает, что Фарра родил Авраама, будучи 130 лет, поскольку он умер в 205 лет (Быт. 11:32), и после его смерти, Авраам вышел из Харрана в возрасте 75 лет (Быт. 12:4).
С точки зрения христианской экзегетики, Авраам был первым по статусу участия в родословии Христа (Матф. 1:1—17; Луки. 3:23—38).

##### Продолжительность жизни патриархов
Времена жизни древних людей, бо́льшие, чем в Библии, и представление о долгожительстве древних людей вполне типичны и для шумерских царских списков, и для других описаний мифических эпох (например, в Индии или Японии).
Ещё в поздней античности было высказано мнение, что огромная продолжительность жизни библейских патриархов на самом деле говорит о том, что 10 лет нужно считать за год; это маловероятно, так как 1/10 года (36,5 суток) очень плохо связана с лунным календарём, которым пользовались в те времена; также излагалось мнение, что допотопные времена нужно считать в лунных месяцах.

### Патриархи еврейского народа и пребывание в Египте

#### Датирование Исхода

##### Продолжительность пребывания в Египте
Неоднозначную проблему представляет толкование срока в «430 лет», которое евреи, согласно Исх. 12:40, провели в Египте с момента прихода туда патриарха Иакова. Согласно самаритянскому тексту и Септуагинте, этот срок можно трактовать как пребывание в стране Ханаан и в стране Египетской, то есть должен отсчитываться с переселения Авраама, а собственно в Египте они провели намного меньше, т. н. краткое пребывание. Такое толкование принято в иудейской традиции (см. таблицу ниже), и в некоторых христианских (Гал. 3:17). Однако текст Быт. 15:13 говорит о четырёхстах годах угнетения. Например, Феофил Антиохийский считал, что от переселения Иакова до Исхода прошло 430 лет (долгое пребывание).

##### Текстологическая версия
Согласно еврейскому тексту 3 Цар. 6:1, Исход из Египта случился за 480 лет до закладки Храма Соломона в Иерусалиме, но в тексте Септуагинты здесь указаны 440. Обратив внимание на это противоречие, Евсевий указывает и на другое: что только время правления судей вплоть до Илия дают 450 лет, причём этот срок указан в речи апостола Павла в Деян. 13:20. Кроме того, 40 лет скитаний по пустыне, 27 лет Иисуса Навина, 40 лет Саула, 40 лет Давида и 4 года Соломона дают 601 год в сумме от Исхода до начала строительства Храма. Произведя сравнительный анализ, он предлагает устранить из общего подсчёта срок в 120 лет как указанный для правления чужеземцев в книге Судей, и принимает в итоге за истинный срок в 480 лет.
Таким образом, Евсевий принимает (2242 + 942 + 505 + 480) 4169 лет от Адама до начала строительства храма (а его он относит к 1032 году до н. э.). Однако ряд последующих византийских хроник принимали более длинный срок, и в дополнение ко времени жизни Каинана одно это давало их цифрам дополнительные 250 лет по сравнению с «Хроникой» Евсевия. По приведённым здесь таблицам, это (2262 + 1132 + 698 + 440) 4532 года, что на 363 больше счёта Евсевия.
Сейчас в западной библеистике часто относят начало строительство этого Храма к 967 году до н. э., что даёт дату 1447, либо 1407 год до н. э. (различие из-за разных сроков в еврейском и греческом тексте, указанного в 3 Цар. 6:1) как исторического Исхода. Эта дата, однако, окажется противоречивой внутри самого религиозного летоисчисления, если в хронологии эпохи Судей производить простое суммирование правления судей и интервентов, поскольку, как уже говорилось выше, гораздо превзойдёт упомянутые 480 лет, даже не принимая в расчёт ни годы странствий евреев по пустыне (40 лет), ни время правления царя Давида. Однако, имеется следующее упоминание в Суд. 11:26: судья Иеффай обращается к царю Аммона по причине несправедливо начатой войны против Израиля; и по его словам, период от завоевания земель его врагов до его времени составил 300 лет. Прибавив к ним 40 лет, проведённые в пустыне, остаётся 140 или 100 лет, отделявшие Иеффая от 4-го года царствования Соломона. Тем не менее, ясного указания, когда начался и когда закончился период судей, нет.
Используя как позднюю, так и раннюю дату древнеегипетской хронологии, 1447 год до н. э. приходится на время правления Тутмоса III (для 1407 года — Аменхотеп II), который, согласно археологическим данным, был известен своими завоевательными походами в Ханаан, что не могло принести ему столь быстрого владычества над огромным количеством евреев-рабов.

##### Версии поздней даты Исхода
Критики традиционной текстологической интерпретации (т. н. минималисты) указывают на то, что их дата не удовлетворяет результатам археологических раскопок, относящихся к периоду завоевания евреями Ханаана: раскопки в Хацоре показали смену материальной культуры его жителей от ханаанской на культуру древних евреев относящуюся к 1250—1150 годам до н. э.; в Лахише подобный же переход датируется 1150 годом до н. э.; в Мегиддо — около 1145 года до н. э. Впрочем не все археологи согласны с тем, чтобы ассоциировать данные находки как последствия завоевания Иисусом Навином, в Библии чаще упоминается о сохранении ханаанских городов, чем об их разрушении (Нав. 11:13): сторонники ранней даты Исхода в XV веке до н. э. не оспаривают датировку находок в упомянутых городах, но утверждают, что смена одной материальной культуры другой — результат постепенных переселений израильтян в ханаанские города, описанных во Втор. 6:10, 11, а разрушения связывают с кровопролитными событиями периода судей.
Помимо религиозной историографии, высказывалась теория, которая относила дату Исхода ко времени изгнания гиксосов из Египта. К таким выводам приходили как древние историки (Манефон, Иосиф Флавий), так и некоторые современные исследователи-египтологи. Следуя этой теории, время прибытия патриарха Иакова в Египет приходится на период правления гиксосов, приблизительно на 1730 год до н. э. и, отнимая от этой даты 400 лет египетского плена, мы получаем около 1350 года до н. э. приблизительным годом Исхода из Египта. Трудно, однако, допустить, что изгнанные из Египта гиксосы и послужили прообразом упоминаемых в Библии евреев уже хотя бы потому, что первые правили Египтом, как минимум, на протяжении двух столетий, тогда как евреи покидали Египет в статусе только что отпущенных рабов.
Те исследователи-минималисты, которые всё же представляют Исход реальным историческим фактом, часто относят его ко времени правления Рамзеса II, то есть к периоду между 1279 и 1212 годами до н. э. (или между 1290 и 1224 годами до н. э. по другой версии древнеегипетской хронологии); другая теория связывает его со смутами в конце XIX династии (начало XII века до н. э.). Несмотря на то, что эта дата мало согласуется с религиозной, многие исследователи утверждают, что для такого значительного события просто не остаётся другого приемлемого времени в ходе современной истории.

#### Хронология жизни патриархов
| Событие                            | Иудейская традиция | Иудейская традиция | Иудейская традиция |               | Традиция Православной церкви | Традиция Православной церкви | Традиция Православной церкви | Традиция Православной церкви |
| Событие                            | от Сотворения      | от Потопа          | до н. э.           | от Сотворения | от Сотворения                | от Потопа                    | до н. э.                     |                              |
| Сотворение мира и человека (Адама) | 0                  | 0                  | 3761               | 0             | 0                            | 0                            | 5509                         |                              |
| Всемирный потоп                    | 1656               | 1656               | 2104               | 2262          | 2262                         | 2262                         | 3247                         |                              |
| Рождение Евера                     | 1723               | 67                 | 2037               | 2659          | 397                          | 397                          | 2850                         |                              |
| Рассеяние народов                  | 1996               | 340                | 1764               | 2792          | 530                          | 530                          | 2717                         |                              |
| Рождение Авраама                   | 1948               | 292                | 1812               | 3394          | 1132                         | 1132                         | 2115                         |                              |
| Завет между Богом и Авраамом       | 2018               | 362                | 1742               | 3464          | 1202                         | 1202                         | 2045                         |                              |
| Переселение Авраама в Ханаан       | 2023               | 367                | 1737               | 3469          | 1207                         | 1207                         | 2040                         |                              |
| Уничтожение Содомского пятиградия  | 2047               | 391                | 1713               | 3493          | 1231                         | 1231                         | 2016                         |                              |
| Рождение Исаака                    | 2048               | 392                | 1712               | 3494          | 1232                         | 1232                         | 2015                         |                              |
| Жертвоприношение Исаака            | 2085               | 429                | 1675               | 3527          | 1265                         | 1265                         | 1982                         |                              |
| Рождение Иакова                    | 2108               | 452                | 1652               | 3554          | 1292                         | 1292                         | 1955                         |                              |
| Начало египетского пленения        | 2238               | 582                | 1522               | 3662          | 1400                         | 1400                         | 1847                         |                              |
| Рождение Моисея                    | 2368               | 712                | 1392               | 4012          | 1750                         | 1750                         | 1497                         |                              |

### От Исхода до вавилонского плена

#### Хронология истории древнего Израиля
| Событие                                                  | Иудейская традиция | Иудейская традиция |               | Традиция Православной церкви | Традиция Православной церкви |  | Историческая хронология, до н. э. |
| Событие                                                  | от Сотворения      | до н. э.           | от Сотворения | до н. э.                     |                              |  | Историческая хронология, до н. э. |
| Исход из Египта. Дарование скрижалей завета              | 2448               | 1312               | 4092          | 1417                         | 1447 или 1407                |  |                                   |
| Вторжение в Ханаан                                       | 2488               | 1272               | 4132          | 1377                         | 1407 или 1367                |  |                                   |
| Период судей. 320—350 лет                                | 2516—2870          | 1244—890           | ~ 4140—4460   | ~ 1370—1050                  | ~ 1382—1063                  |  |                                   |
| Начало правления царя Давида                             | 2884               | 876                | 4488          | 1021                         | ~ 1010                       |  |                                   |
| Начало правления царя Соломона                           | 2924               | 836                | 4528          | 981                          | ~ 970                        |  |                                   |
| Окончание строительства Храма Соломона                   | 2935               | 825                | 4539          | 970                          | ~ 960                        |  |                                   |
| Разделение Израильского Царства                          | 2964               | 796                | 4569          | 940                          | ~ 930                        |  |                                   |
| Завоевание Израильского царства Саргоном II              | 3186               | 575                | 4787          | 722                          | 722                          |  |                                   |
| Разрушение Храма Соломона                                | 3338               | 422                | 4923          | 586                          | 586                          |  |                                   |
| Декларация Кира                                          | 3390               | 370                | 4971          | 538                          | 538                          |  |                                   |
| Чудо Пурима                                              | 3405               | 355                | 5036          | 473                          | 473                          |  |                                   |
| Окончание строительства Второго Храма                    | 3412               | 348                | 4993          | 516                          | 516                          |  |                                   |
| Завоевание Иудеи Александром Македонским                 | 3442               | 318                | 5177          | 332                          | 332                          |  |                                   |
| Окончательное формирование состава Танаха/Ветхого Завета | ~ 3360—3460        | IV век до н. э.    | ~ 5300—5400   | II век до н. э.              | IV—II века до н. э.          |  |                                   |
| Рождение Мессии                                          | —                  | —                  | 5503—5505     | 7—5                          | 7—5                          |  |                                   |

#### Поколения от Авраама до Давида
| Патриарх        | Иудейская традиция | Иудейская традиция |               | Традиция Православной церкви | Традиция Православной церкви |  | Историческая хронология, до н. э. |
| Патриарх        | от Сотворения      | до н. э.           | от Сотворения | до н. э.                     |                              |  | Историческая хронология, до н. э. |
| Авраам          | 1948—2123          | 1812—1637          | 3394—3569     | 2115—1940                    | ?                            |  |                                   |
| Исаак (Ицхак)   | 2048—2228          | 1712—1532          | 3494—3674     | 2015—1835                    | ?                            |  |                                   |
| Иаков (Яаков)   | 2108—2255          | 1652—1505          | 3554—3701     | 1955—1808                    | ?                            |  |                                   |
| Иуда (Иехуда)   | 2195—2324          | 1565—1436          | 3641—3770     | 1868—1739                    | ?                            |  |                                   |
| Фарес (Пэрэц)   | ?                  | ?                  | ?             | ?                            | ?                            |  |                                   |
| Есром (Хацрон)  | ?                  | ?                  | ?             | ?                            | ?                            |  |                                   |
| Арам (Рам)      | ?                  | ?                  | ?             | ?                            | ?                            |  |                                   |
| Аминадав        | ?                  | ?                  | ?             | ?                            | ?                            |  |                                   |
| Наассон(Нахшон) | ?                  | ?                  | ?             | ?                            | ?                            |  |                                   |
| Салмон          | ?                  | ?                  | ?             | ?                            | ?                            |  |                                   |
| Вооз (Боаз)     | ? —2793            | ? —967             | ?             | ?                            | ?                            |  |                                   |
| Овид (Овед)     | ?                  | ?                  | ?             | ?                            | ?                            |  |                                   |
| Иессей (Ишай)   | ?                  | ?                  | ?             | ?                            | ?                            |  |                                   |
| Давид           | 2854—2924          | 906—836            | 4458—4528     | 1051—981                     | ~ 1040—970                   |  |                                   |

#### Период царств (Израиль и Иудея)
Даты в скобках — начало соправления с предшествующем царём.
| Израильское царство                                               | Израильское царство                                               | Израильское царство                                               | Израильское царство          | Израильское царство          |
| ----------------------------------------------------------------- | ----------------------------------------------------------------- | ----------------------------------------------------------------- | ---------------------------- | ---------------------------- |
| Саул (Шау́ль)                                                      | Саул (Шау́ль)                                                      | Саул (Шау́ль)                                                      | ~ 1040—1012                  | ~ 1040—1012                  |
| Иевосфей (Ишбо́шет); он же Исваил (Эшбаа́л), претендент в Маханаиме | Иевосфей (Ишбо́шет); он же Исваил (Эшбаа́л), претендент в Маханаиме | Иевосфей (Ишбо́шет); он же Исваил (Эшбаа́л), претендент в Маханаиме | ~ 1012—1010                  | ~ 1012—1010                  |
| Авессалом (Абшало́м), претендент в Хевроне                         | Авессалом (Абшало́м), претендент в Хевроне                         | Авессалом (Абшало́м), претендент в Хевроне                         | 982—979                      | 982—979                      |
| Савей (Ше́ва), претендент в Сихеме                                 | Савей (Ше́ва), претендент в Сихеме                                 | Савей (Ше́ва), претендент в Сихеме                                 | 977—976                      | 977—976                      |
| Давид                                                             | Давид                                                             | Давид                                                             | 1012—972                     | 1012—972                     |
| Соломон (Шломо́)                                                   | Соломон (Шломо́)                                                   | Соломон (Шломо́)                                                   | 972—932                      | 972—932                      |
| Ровоам (Рехава́м)                                                  | Ровоам (Рехава́м)                                                  | Ровоам (Рехава́м)                                                  | 932                          | 932                          |
| Иудейское царство                                                 | Иудейское царство                                                 |                                                                   | Северное Израильское царство | Северное Израильское царство |
| Ровоам                                                            | 932—913                                                           | Иеровоам I (Иорова́м)                                              | 932—910                      |                              |
| Авия (Авия́м)                                                      | 913—911                                                           | Иеровоам I (Иорова́м)                                              | 932—910                      |                              |
| Аса́                                                               | 911—870                                                           | Нават (Нада́б)                                                     | 910—909/8                    |                              |
| Аса́                                                               | 911—870                                                           | Вааса (Баша́)                                                      | 909/8—886/5                  |                              |
| Аса́                                                               | 911—870                                                           | Ила (Эла́)                                                         | 886/5—885/4                  |                              |
| Аса́                                                               | 911—870                                                           | Замврий (Зимри́)                                                   | 885/4                        |                              |
| Аса́                                                               | 911—870                                                           | Амврий (Омри́)                                                     | 885/4—874/3                  |                              |
| Аса́                                                               | 911—870                                                           | Фамний (Тибни́), претендент                                        | 884—881                      |                              |
| Иосафат (Иехошафа́т)                                               | 870—848                                                           | Ахав (Ахаа́б)                                                      | 874/3—853                    |                              |
| Иосафат (Иехошафа́т)                                               | 870—848                                                           | Охозия (Ахаз’я́ху)                                                 | 853—852                      |                              |
| Иосафат (Иехошафа́т)                                               | 870—848                                                           | Иорам (Иехорам)                                                   | 852—842                      |                              |
| Иорам (Иехора́м)                                                   | (853) 848—841                                                     | Иорам (Иехорам)                                                   | 852—842                      |                              |
| Охозия (Ахаз’яху)                                                 | 841                                                               | Ииуй (Иеху́)                                                       | 842—814                      |                              |
| Гофолия (Атал’я́)                                                  | 841—835                                                           | Ииуй (Иеху́)                                                       | 842—814                      |                              |
| Иоас (Иехоа́ш)                                                     | 835—796                                                           | Ииуй (Иеху́)                                                       | 842—814                      |                              |
| Иоас (Иехоа́ш)                                                     | 835—796                                                           | Иоахаз (Иехоаха́з)                                                 | 814—798                      |                              |
| Иоас (Иехоа́ш)                                                     | 835—796                                                           | Иоас (Иехоа́ш)                                                     | 798—782                      |                              |
| Амасия (Амац’я́)                                                   | 796—767                                                           | Иеровоам II (Иоровам)                                             | (793) 782—753                |                              |
| Озия (Уззия́ху); он же Азария (Азар’я́)                             | (791) 767—740                                                     | Захария (Зэхар’я́ху)                                               | 753—752                      |                              |
| Озия (Уззия́ху); он же Азария (Азар’я́)                             | (791) 767—740                                                     | Селлум (Шаллу́м)                                                   | 752                          |                              |
| Озия (Уззия́ху); он же Азария (Азар’я́)                             | (791) 767—740                                                     | Манаим (Мэнахе́м)                                                  | 752—741                      |                              |
| Озия (Уззия́ху); он же Азария (Азар’я́)                             | (791) 767—740                                                     | Факия (Пэках’я́)                                                   | 741—740                      |                              |
| Иоафам (Иота́м)                                                    | (760) 740—732                                                     | Факей (Пэ́ках)                                                     | 740—732                      |                              |
| Аха́з                                                              | (735) 732—716                                                     | Осия (Хоше́а)                                                      | 732—722                      |                              |
| Езекия (Хизкия́ху)                                                 | 716—687/6                                                         |                                                                   |                              |                              |
| Манассия (Мэнаше́)                                                 | (696/5) 687/6—642/1                                               |                                                                   |                              |                              |
| Амо́н                                                              | 642/1—640/39                                                      |                                                                   |                              |                              |
| Иосия (Иошия́ху)                                                   | 640/39—608                                                        |                                                                   |                              |                              |
| Иоахаз (Иехоахаз); он же Селлум (Шаллум)                          | 608                                                               |                                                                   |                              |                              |
| Иоаким (Иехояки́м)                                                 | 608—597                                                           |                                                                   |                              |                              |
| Иехония (Иехояхи́н)                                                | 597                                                               |                                                                   |                              |                              |
| Седекия (Цидкия́ху)                                                | 597—586                                                           |                                                                   |                              |                              |

### Вавилонский плен и персидское господство
В нижеследующей таблице приведены основные даты и события данного периода. Существует значительное расхождение между традиционным возрастом событий религиозной традиции иудаизма и возрастом, принятым в современной исторической науке. В отношении персидского периода еврейской истории эти расхождения составляют до двухсот лет.
Датирование событий этого периода в христианской религиозной традиции не имеет существенных отличий от датирования современными историками. Как в религиозной христианской литературе, так и в научных публикациях, могут быть отличия в датах в 1—2 года, в основном в связи с различиями в календаре (начало года). В отличие от предыдущих периодов, достаточное количество внебиблейских источников позволяют с достаточно высокой точностью определить время правления монархов. Сложности для историков представляли только некоторые библейские имена правителей, в особенности в книге Даниила и Есфирь.
| Иудейская традиция | Иудейская традиция       |          | Историческая хронология и христианская традиция | Историческая хронология и христианская традиция |
| Событие | от Сотворения / до н. э. | до н. э. | Событие |                                                 |
| Навуходоносор II (Нэвухаднэззар) становится царём Вавилонской империи | 3318 / 442               | 605      | Навуходоносор II становится царём Вавилонской империи |                                                 |
| Навуходоносор побеждает царя Иудеи Иоакима (Иехоакима). Слово Господне к пророку Иезекиилю (в 5-й год пленения царя Иоакима) | 3319 / 441               | 603      | Навуходоносор побеждает царя Иудеи Иоакима |                                                 |
| Навуходоносор уводит в плен царя Иехонию (Иехояхина) вместе со знатью Иудеи | 3327 / 433               | 597      | Навуходоносор уводит в плен царя Иехонию вместе со знатью Иудеи |                                                 |
| Навуходоносор разрушает Иерусалимский храм и изгоняет евреев из Земли Израиля | 3338 / 422               | 586      | Навуходоносор разрушает Иерусалимский храм и изгоняет евреев из Земли Израиля |                                                 |
| Смерть Навуходоносора. Трон занимает его сын Амель-Мардук (Эвель Меродах) | 3364 / 396               | 562      | Смерть Навуходоносора. Трон занимает его сын Амель-Мардук |                                                 |
| Валтасар (Бальшецар), сын Амель-Мардука становится царём Вавилонской империи | 3386 / 374               | ок. 550  | Валтасар, сын Навуходоносора и приёмный сын Набонида, становится соправителем Вавилонской империи |                                                 |
| Валтасар, ведший отсчёт «70 лет господства Вавилона» от восхождения на трон Навуходоносора, устраивает празднество и погибает. Вавилонская империя была разрушена персами и мидийцами в год её семидесятилетия | 3389 / 371               | 539      | Смерть Валтасара |                                                 |
| Начало правления Дария I | 3389 / 371               |          | |                                                 |
| |                          | 539      | Кир II Великий становится царём Вавилонской империи. Декларация Кира о восстановлении Иерусалимского храма. Первый караван переселенцев, возглавляемый Зоровавелем, достиг Земли Израиля. Начато строительство Второго Храма. Однако вскоре работы были приостановлены |                                                 |
| Кир II Великий (Кореш) становится царём Вавилонской империи. Он приказывает евреям восстановить Храм. Первый караван переселенцев, возглавляемый Зоровавелем (Зрубавель бен Шалтиэль), достиг Земли Израиля. В этот год минуло 70 лет с начала изгнания, произошедшего во времена правления Иоакима. Начато строительство Второго Храма. Однако вскоре работы были приостановлены | 3390 / 370               |          | |                                                 |
| |                          | 522      | Начало правления Дария I |                                                 |
| |                          | 520      | Продолжение восстановления Второго Храма |                                                 |
| |                          | 516      | Закончено восстановление Второго Храма |                                                 |
| Артаксеркс (Ахашверош) становится царём. Восстановление Иерусалимского храма приостановлено | 3392 / 368               | 486      | Ксеркс I становится царём |                                                 |
| |                          | 484      | Ксеркс I решает идти в поход на Афины. Царь собирает чрезвычайное совещание персидских вельмож, чтобы выслушать их мнение и объявить всем свою волю |                                                 |
| Ахашверош делает пир для всех князей своих и для служащих при нём, для главных начальников войска Персидского и Мидийского и для правителей областей своих | 3395 / 366               | 483      | |                                                 |
| Ахашверош на третьем году своего правления решает, что назначенные 70 лет уже прошли (со времён изгнания царя Иехонии; хотя, согласно календарю, прошло только 67 лет, Ахашверош, следуя древнему обычаю, считает неполный год царствования за целый год) |                          |          | |                                                 |
| |                          | 480      | - Битва при Артемисии в августе. - Фермопильское сражение в середине сентября. - Битва при Саламине 28 сентября |                                                 |
| |                          | 479      | - Битва при Микале 27 августа. - Битва при Платеях 9 сентября. Разгром персидской армии греками. - Осада Сеста поздней осенью греками |                                                 |
| Ахашверош женится на Эстер и делает её царицей в месяце тевет | 3400 / 361               |          | |                                                 |
| |                          | 478      | Осада Византия греками |                                                 |
| |                          | 477      | Осада Эйона греками |                                                 |
| Аман издаёт указ 13 нисана об избиении всех иудеев 13 адара | 3404 / 356               | 474      | |                                                 |
| Мордехай издаёт указ 23 сивана о разрешении встать на защиту жизни 13 адара |                          |          | |                                                 |
| - 13 адара — первый день боёв. Убито 75 000 врагов в областях и 510 — в Сузах. - 14 адара — день пиршества и веселья в областях и второй день боёв в Сузах. Убито 300 врагов. - 15 адара — день пиршества и веселья в Сузах. Мордехай устанавливает 14 и 15 адара днями пиршества и веселья — Пурим                                                                               | 3405 / 355               | 473      | |                                                 |
| |                          | 465      | Артаксеркс I |                                                 |
| |                          | 458      | Переселение большого числа евреев Вавилона в Иерусалим во главе с Ездрой |                                                 |
| |                          | 445      | Переселение евреев Вавилона в Иерусалим во главе с Неемией. Закончено строительство крепостной стены вокруг Иерусалима |                                                 |
| Ахашверош умирает, и ему наследует Дарий II, который в еврейской традиции считается сыном Эсфири | 3406 / 354               | 423      | Дарий II становится царём |                                                 |
| Дарий приказывает возобновить восстановление Храма. Прошло 70 лет со дня разрушения Иерусалима. Исполнилось пророчество Даниила | 3408 / 352               | 420      | |                                                 |
| Закончено восстановление Второго Храма | 3412 / 348               | 416      | |                                                 |
| Переселение большого числа евреев Вавилона в Иерусалим во главе с Ездрой (Эзрой) | 3413 / 347               |          | |                                                 |
| Переселение евреев Вавилона в Иерусалим во главе с Неемией (Нехемией) | 3426 / 334               |          | |                                                 |
| Закончено строительство крепостной стены вокруг Иерусалима | 3428 / 332               |          | |                                                 |
| |                          | 359      | Артаксеркс III |                                                 |
| |                          | 336      | Дарий III |                                                 |

#### Исторические гипотезы о событиях Пурима
| Иудейская традиция | Иудейская традиция |          | Версия 1 | Версия 1     |     | Версия 2      | Версия 2 |                | Версия 3 | Версия 3 |  | Версия 4 | Версия 4 |
| Артаксеркс II      | 368                | Ксеркс I | 486      | Артаксеркс I | 465 | Артаксеркс II | 404      | Артаксеркс III | 359      |          |  |          |          |
| События Пурима     | 355                |          | 473      |              | 452 |               |          |                | 343      |          |  |          |          |
| Дарий              | 354                | Дарий II | 423      | Дарий II     | 423 |               |          | Дарий III      | 336      |          |  |          |          |

## Хронология Нового Завета
В общих чертах хронологических событий, описанных в Евангелиях и Деяниях и отражённых в посланиях, достаточно ясна. Земная жизнь Иисуса Христа приходится на первую треть I века; проповедь апостолов Петра и Павла и основание церквей в странах Средиземноморья, — от Иерусалима до Рима, — датируются между 30—60-ми годами I века. Что же касается отдельных событий, то их возраст остаётся спорным вопросом.

### Хронология жизни Иисуса Христа
Существует несколько распространённых временных интервалов жизни Иисуса. Большинство из них лежит в следующем диапазоне дат:
- 7—4 до н. э. (747—750 от основания Рима) — Рождество Иисуса Христа. Он родился во второй половине правления императора Августа и в последние года царствования Ирода;
- 26—29 — крещение Иисуса Христа от св. Иоанна Предтечи. Вскоре после этого — призыв апостолов и выход Иисуса Христа на общественную проповедь;
- 30—33 — Распятие на кресте и воскресение Иисуса Христа. Распят в пятницу, день Пасхи, 14 или 15-го Нисана. Предпринимались попытки вычислить дату распятия, используя еврейский календарь (который в современном виде сформировался значительно позже, в 359 году).[56]

#### Дата рождения Иисуса
Оба евангелиста, повествующие о Рождестве, говорят, что Христос родился в царствование Ирода (Мф. 2:1; Лук. 1:5). Первую попытку точнее установить дату Рождества предпринял Климент Александрийский. Он отнёс это событие за 194 года до смерти императора Коммода, скончавшегося в 192 году. Затем римский монах Дионисий Малый (умер около 540 года), работая по поручению папы над пасхалией, отнёс Рождество к 753 году после основания Рима (согласно Варрону). Эта дата стала общепринятым началом христианской эры. Однако впоследствии выяснилось, что Дионисий ошибся на несколько лет. Согласно Иосифу Флавию, в год смерти Ирода произошло лунное затмение, а расчёты астрономов показали, что оно имело место в марте 4 года до н. э. Следовательно, Христос родился не позже этого времени. Из Мф. можно заключить, что Рождество совершилось не в самый год смерти Ирода, а по крайней мере года за два до этого (Мф. 2:16). Косвенным подтверждением даты 7—6 годов до н. э. явилась гипотеза астронома Кеплера, который считал, что рождественская звезда обозначает сближение «мессианских» светил Юпитера и Сатурна в созвездии Рыб. Примечательно, что тщательное наблюдение за этими планетами зафиксировано в клинописных вавилонских таблицах, опубликованных в 1925 году востоковедом Паулем Шнабелем (таблицы относятся к 7 году до н. э.). Вопрос о Квириниевой переписи, упомянутой в Лк. 2:2, остаётся открытым, поскольку из документов известна лишь одна перепись Квириния, проведённая в 6 году н. э. По мнению Лагранжа, евангелист хотел сказать, что перепись, упомянутая им, была до правления Квириния. Другие экзегеты предполагают, что Квириний правил в Сирии дважды, как об этом, возможно, свидетельствует надпись, найденная в 1764 году в Тиволи.

#### Дата крещения Иисуса
Ев. Лука указывает, что начало проповеди Крестителя приходилось на 15-й год царствования Тиберия, когда Понтий Пилат правил Иудеей. В это время Иисусу Христу было около 30 лет (Лк. 3:1, 23). 15-й год правления Тиберия падает на период с августа 28 года по август 29 года. У. Рэмзи полагал, что счёт следует вести не с воцарения Тиберия, а с того момента, когда он фактически стал соправителем императора Августа (13 год н. э.) Если так, то в Евангелии от Луки имеются в виду 27—28 годы. Известно, что Пилат был прокуратором около 10 лет и был отозван незадолго до смерти Тиберия в 37 г. Следовательно, наиболее вероятной датой Крещения Господня будет 27 г. Вскоре после Крещения иудеи говорили Иисусу, что Храм строился 46 лет (Ин. 2:20), а реконструкция Храма была начата Иродом на 18-м году его царствования, то есть в 19 году до н. э. Поэтому беседа Иисуса с иудеями должна была происходить в 27—28 году по современному календарю.

#### Продолжительность служения Иисуса Христа
Повествование синоптиков создаёт впечатление, что проповедь Христова длилась около года (или даже меньше), в то время как из 4-го Евангелия можно заключить, что её продолжительность была большей. Однако у синоптиков нет точного указания на один год. В Мк. 6:39 говорится о зелёной (весенней) траве, хотя речь идёт не о той весне, когда произошло распятие. В Лк. 10:38 говорится о посещении Иисусом дома Марфы задолго до его последнего путешествия в Иерусалим, что косвенно подтверждает хронологию Иоанна.

#### Дата распятия Иисуса Христа

##### Дата смерти по еврейскому календарю
Точную дату смерти Иисуса Христа множество исследователей пытались определить на основании астрономических данных, сопоставляя их со свидетельствами Евангелий о том, что Иисус был распят в пятницу накануне еврейской Пасхи, которая празднуется с вечера 15 нисана, то есть, Иисус был распят в пятницу 14 нисана до захода солнца.
Последовательность событий Страстной недели:
- 8 нисана — приход Иисуса Христа в Вифанию за шесть дней до Пасхи; пир в доме Симона, прокажённого; помазание Иисуса миром (Иоанна. 11:55 — 12:8);
- 9 нисана — вход Господень в Иерусалим (Иоанна. 12:12 — 15:1);
- 10 нисана — изгнание торгующих из храма (Матфея. 21:12—17; Иоанна. 2:13—16; Марка. 11:15—19; Луки. 19:45—48);
- 11 нисана — предсказание о падении Иерусалима (Матфея. 24:1, 2; Марка. 13:1, 2; Луки. 21:5, 6);
- 12 нисана — предательство Иуды Искариота (Иоанна. 13:30);
- 13 нисана — приготовления к Пасхе (Матфея. 26:17—19; Марка. 14:12—16; Луки. 22:7—13);
- 14 нисана — Тайная Вечеря (пасхальный ужин с 12 апостолами); отречение Петра; самоубийство Иуды Искариота; суд; пытки; казнь на Голгофе и погребение Иисуса Христа (Матфея. 26:17—30; Марка. 14:12—26; Луки. 22:7—39; 1 Коринфянам. 10:16; 11:23—25);
- 15 нисана — выставление стражи у гробницы Иисуса (Матфея. 27:62—66);
- 16 нисана — воскресение Иисуса Христа (Матфея. 28; Марка. 16; Луки. 24; Иоанна. 20).

##### Определение года распятия
Методы расчёта даты смерти Иисуса на основании времени новолуния критиковались учёными как несоответствующие фактическому календарю того времени, который был основан на наблюдениях за фазами Луны и сильно зависел от субъективных факторов (принятия коллегиального решения синедрионом о начале месяца и о добавлении дополнительного месяца в году). Определение даты Пасхи на основании астрономических расчётов в еврейском календаре было установлено значительно позже, в связи с невозможностью традиционного для иудаизма времён Второго храма определения начала месяца на основании заявлений свидетелей о появлении новой луны, так называемой неомении. В настоящее время наиболее вероятными годами смерти Иисуса считаются 30 и 33 года н. э.
| Год, н. э. | День новолуния  | Неомения              | Начало 1 нисана, вечер | Пасхальный вечер 14 нисана |
| ---------- | --------------- | --------------------- | ---------------------- | -------------------------- |
| 26         | 7 марта, 21:42  | 8 марта, 18:01—18:50  | 8 марта                | 22 марта, пятница          |
| 27         | 26 марта, 20:21 | 27 марта, 18:10—19:06 | 27 марта               | 10 апреля, четверг         |
| 28         | 15 марта, 02:52 | 15 марта, 18:06—18:33 | 16 марта               | 29 марта, понедельник      |
| 29         | 2 апреля, 19:56 | 3 апреля, 18:17—18:59 | 3 апреля               | 17 апреля, воскресенье     |
| 30         | 22 марта, 20:13 | 23 марта, 18:11—18:52 | 23 марта               | 6 апреля, четверг          |
| 31         | 12 марта, 00:44 | 12 марта, 18:04—18:39 | 12 марта               | 26 марта, понедельник      |
| 32         | 29 марта, 23:00 | 30 марта, 18:15—19:02 | 30 марта               | 13 апреля, воскресенье     |
| 33         | 19 марта, 13:02 | 19 марта, 18:08—18:18 | 19 или                 | 2 апреля, четверг или      |
| 33         | 19 марта, 13:02 | 20 марта, 18:09—19:28 | 20 марта               | 3 апреля, пятница          |
| 34         | 9 марта, 05:49  | 9 марта, 18:02—18:33  | 9 марта                | 23 марта, вторник          |
| 35         | 28 марта, 06:50 | 28 марта, 18:13—18:44 | 28 марта               | 11 апреля, понедельник     |
| 36         | 16 марта, 18:12 | 17 марта, 18:07—19:06 | 17 марта               | 31 марта, суббота          |

### Хронология жизни и деятельности апостолов
Хронология апостольской эпохи вычисляется по свидетельствам самого Нового Завета и внебиблейских источников. Среди последних есть несколько, дающих наиболее твёрдые даты, которые служат опорными пунктами для хронологических выкладок. После своего обращения апостол Павел три года провёл в Набатее (Аравии), после чего вернулся в Дамаск, где его пытался арестовать наместник царя Ареты (Гал. 1:17; 2Кор. 11:32). Известно, что император Гай Калигула уступил Арете Дамаск около 37 года, а в 40 году Арета умер. Следовательно, только в эти три года могла иметь место попытка арестовать апостола, а его обращение совершилось за три года до этой попытки.
Казнь Иакова Зеведеева и арест Петра в Иерусалиме произошли в год смерти Ирода Агриппы I (Деян. 12), то есть весной 44 года.
В Деян. 18:12 повествуется о том, что Павел был приведён на суд к проконсулу Ахайи Галлиону. Найденная в 1905 году дельфийская надпись указывает, что Галлион правил Ахайей в 51—52 годах.
Ап. Павел находился под стражей в Кесарии при прокураторах Феликсе и Фесте (Деян. 23:24; 24:27). По данным Иосифа Флавия и Тацита, Антоний Феликс правил в 52—58 годах, а Порций Фест — в 58—61 (или 60—62 годах).
Апостол Павел отправился в Рим около 61 года. Повествование Деяний не может простираться далее 63 года, так как, согласно Тациту, в 64 году вспыхнуло первое гонение на христиан в Риме, о котором евангелист Лука не упоминает.
Согласно Иосифу Флавию, апостол Иаков был побит камнями после смерти Феста, но до прибытия в Иерусалим нового прокуратора Альбина, то есть около 62 года.

## Хронология библейских пророчеств
В христианском богословии и богословии иудаизма вопросы хронологии некоторых периодов часто рассматриваются в связи с пророчествами Библии. Так, некоторые даты в библейской хронологии рассматриваются и в связи с историческими источниками, и в связи с богословскими интерпретациями пророчеств Библии.
Среди пророчеств Библии ряд пророчеств имеет конкретное время исполнение, и хронологические рамки этих пророчеств связаны с определёнными периодами. Некоторые пророческие периоды рассматриваются не как буквальные, а как символические, при этом используется принцип «день за год», или же в самом периоде видят определённый символ, а не точный период времени.
| Период                                  | Тема                           | Упоминание             |
| --------------------------------------- | ------------------------------ | ---------------------- |
| 3,5 года                                | Засуха в Израиле               | 3 Цар. 17:1; Иак. 5:17 |
| 70 лет                                  | Вавилонский плен               | Иер. 25:11, 12         |
| Время, времена и полувремена (3,5 года) | Малый рог                      | Дан. 7:25              |
| 2300 вечеров и утр                      | Опустошительное нечестие       | Дан. 8:9—14            |
| 70 седьмин                              | Время для Израиля              | Дан. 9:24—27           |
| Время, времена и полувремена (3,5 года) | Низложение силы народа святого | Дан. 12:7              |
| 1290 дней                               | Мерзость запустения            | Дан. 12:11             |
| 1335 дней                               | Период до блаженства           | Дан. 12:12             |
| 5 месяцев                               | Саранча                        | Откр. 9:5, 10          |
| Год, месяц, день, час                   | 4 ангела при Евфрате           | Откр. 9:15             |
| 42 месяца (3,5 года)                    | Время язычников                | Откр. 11:2             |
| 1260 дней (3,5 года)                    | Проповедь 2 свидетелей         | Откр. 11:3—6           |
| 3,5 дня                                 | Смерть 2 свидетелей            | Откр. 11:7—11          |
| 1260 дней (3,5 года)                    | Жена в пустыне                 | Откр. 12:6             |
| Время, времена и полувремена (3,5 года) | Жена в пустыне                 | Откр. 12:14            |
| 42 месяца (3,5 года)                    | Зверь, вышедший из моря        | Откр. 13:5             |
| 1000 лет                                | Тысячелетнее царство           | Откр. 20:1—7           |

В зависимости от интерпретаций пророчеств, даты пророческих периодов в религиозной литературе могут относиться к прошлому или будущему. В некоторых случаях и само пророчество и описание исполнения пророчества содержатся в книгах Библии. К таким пророчествам относят пророчество о 70-и годах вавилонского плена (Иер. 25:11, 12) и пророчество о «семидесяти седьминах» (неделях) (Дан. 9:24—27) до пришествия Мессии (Христа). В первом случае продолжительность пророческого периода совпадает с реальным историческим периодом плена, во втором — применяется принцип «день за год», согласно которому один день в пророчестве соответствует одному году в истории.